# Psary (gemeente)
De gemeente Psary is een landgemeente in het Poolse woiwodschap Silezië, in powiat Będziński. De zetel van de gemeente is in Psary.
Gemeente Psary bestaat uit 10 sołectwo: Psary, Sarnów, Dąbie, Preczów, Gródków, Góra Siewierska, Goląsza, Brzękowice, Malinowice, Strzyżowice.
Op 30 juni 2004 telde de gemeente 11 086 inwoners.

## Oppervlakte gegevens
In 2002 bedroeg de totale oppervlakte van gemeente Psary 45,98 km², waarvan:
- agrarisch gebied: 73%
- bossen: 13%

De gemeente beslaat 12,49% van de totale oppervlakte van de powiat.

## Demografie
Stand op 30 juni 2004:
| Omschrijving                   | Totaal | Totaal | Vrouwen | Vrouwen | Mannen | Mannen |
| ------------------------------ | ------ | ------ | ------- | ------- | ------ | ------ |
| eenheid                        | aantal | %      | aantal  | %       | aantal | %      |
| inwoners                       | 11 086 | 100    | 5779    | 52,1    | 5307   | 47,9   |
| bevolkingsdichtheid (inw./km²) | 241,1  | 241,1  | 125,7   | 125,7   | 115,4  | 115,4  |

In 2002 bedroeg het gemiddelde inkomen per inwoner 1080,95 zł.

## Aangrenzende gemeenten
Będzin, Bobrowniki, Dąbrowa Górnicza, Mierzęcice, Wojkowice